# Erndtebrück
Erndtebrück – gmina w Niemczech, w kraju związkowym Nadrenia Północna-Westfalia, w rejencji Arnsberg, w powiecie Siegen-Wittgenstein.